# Aeroportul Castro
Aeroportul Castro (IATA: QAC, ICAO: SSQT) este un aeroport din Paraná, Brazilia ce deservește zona Castro.
Situat la o altitudine de 1.010 m, aeroportul dispune de 1 pistă.

## Infrastructură

### Piste
Aeroportul dispune de o singură pistă. Pista 5/23 are suprafața de loam[*] și dimensiunile 1.420 m × 30 m. 